# Ку-Баба
Ку-Баба (букв. «Светлая Баба») — царица, правившая в древнем шумерском городе Кише в начале XXIV до н. э.

## Царица Ку-Баба
Единственная представительница III династии Киша и единственная женщина, указанная в Шумерском царском списке. Позднее почиталась как персонаж шумеро-аккадской мифологии.
Мари было поражено оружием,
 его царство
 было перенесено в Киш.
 В Кише Ку-Баба,
 корчмарка, 
та, которая укрепила основы Киша,
 стала «царём» и царствовала 100 лет…
Кубаба - одна из очень немногих женщин, которые когда-либо правили самостоятельно в истории Месопотамии. Большинство версий списка царей помещают её одну в её собственную династию, 3-ю династию Киша , после поражения Шаррумитера Мари , но другие версии объединяют её с 4-й династией, которая последовала за первенством царя Акшака . В списке королей говорится, что до того, как стать монархом, она была хозяйкой таверны. Согласно традиции, Ку-Баба считается родоначальницей 3-й и 4-й династии Киша. Древнейшая летопись шумеров, «Царский список» сообщает, что первоначально Ку-Баба была содержательницей кабака или таверны. Она смогла оказаться у власти в драматический момент, когда предшествующая 2-я Династия Киша пала в борьбе с Уруком. Неизвестно, каким образом женщина, да и столь низкого происхождения, смогла достичь царского величия и власти в Шумере, но «Царский список» свидетельствует что она «укрепила основы Киша».
Согласно «списку», Кубаба правила 100 лет, добившись независимости от правителя Лагаша Энаннатума I и Эн-Шакушаны Урука. В «хронике Уайднера», также известной как «хроника Эсагилы», составленной несколькими столетиями позднее, говорится, что Ку-Баба была современницей лугаля Акшака Пузур-Сумукана, что и за её лояльность Мардуку бог дал ей власть «над всем миром».
объясняет это преступлениями Пузур-Нираха перед главным божеством Вавилона Мардуком.

«В царствование Пузур-Нираха, царя Акшака, рыбаки Эсагилы ловили рыбу для трапезы великого владыки Мардука; стражники царя отнимали рыб. Рыбак был на рыбалке, когда 7 (или 8) дней спустя [...] в доме Кубаба, трактирщица [...] они привели к Эсагиле. В это время [...] заново для Эсагилы [...] Кубаба дала хлеба рыбаку и дала ему воды, она предложила ему рыбы для Эсагилы. Мардук, владыка и князь Абзу, обратил внимание на неё и сказал: "Да будет так!" Он поручил Кубабе, трактирщице, власть над всем миром».
Однако следует заметить, что в то время ни Вавилон, ни его бог Мардук не имели ровно никакого политического значения и хроника является явным анахронизмом, хотя и не лишённой некоторой исторической истины.
О значительности славы Ку-Бабы можно судить на основании того, что она упоминалась в текстах предзнаменований, а также позднем списке царей «после потопа» из библиотеки Ашшурбанапала. Возможно, что некоторые черты её образа впоследствии легли в основу сказаний о вавилоно-ассирийской царице Семирамиде.

## В мифологии
Впоследствии Кубаба почиталась как богиня в разных частях Месопотамии. В частности, она была богиней, охраняющей город Каркемиш. Её образ мог повлиять на становление культа богини-матери Кибелы в Анатолии.

## В современном искусстве
Ку-Баба входит в число 1038 женщин «Этажа наследия» (1974—1979), художественной инсталляции американки Джуди Чикаго, выражающей дань уважения достижениям и тяготам женского труда.
Царица Ку-Баба также является персонажем романа «Врата небесные» французского писателя Эрика-Эмманюэля Шмитта из цикла «Путь через века».